# Сан Нацаро (Беневенто)
Сан Нацаро (итал. San Nazzaro) је насеље у Италији у округу Беневенто, региону Кампанија.
Према процени из 2011. у насељу је живело 791 становника. Насеље се налази на надморској висини од 485 м.

## Становништво
Према резултатима пописа становништва 2011. у општини је живело 914 становника.
| 1931. | 1936. | 1951. | 1961. | 1971. | 1981. | 1991. | 2001. | 2011. |
| ----- | ----- | ----- | ----- | ----- | ----- | ----- | ----- | ----- |
| 814   | 873   | 963   | 819   | 660   | 662   | 798   | 805   | 914   |